# Окснер, Яков Викторович
Жак Нуа́р (настоящие имя и фамилия Яков Вигдорович (Викторович) Окснер; 1884, Фалешты, Ясский уезд, Бессарабская губерния — 1941, Кишинёв) — русский поэт-сатирик и фельетонист, автор стихов для детей.

## Биография
Родился в местечке Фалешты, рос в Бельцах и Кишинёве. Его отец Вигдер Герш-Срулович Окснер (1845—?) также был уроженцем Фалешт. 15 августа 1907 года в Кишинёве женился на Софии Мошковне (Моисеевне) Сигал (4 мая 1887, Кишинёв — ?) и в 1910 году поселился в Одессе, где к тому времени жила и была приписана к одесским мещанам семья его жены.
Литературную деятельность начал ещё в Кишинёве: в 1905—1909 годах сотрудничал в газете «Бессарабская жизнь». В период жизни в Одессе печатался в сатирических журналах «Сатирикон» и «Новый Сатирикон» (сотрудник редакции в 1916—1917 годах), «Огонёк», «Эпоха», «Бомба».
Не позднее 1915 года вернулся в Кишинёв. Согласно «Бессарабскому адрес-календарю» на 1916 год, заведовал отделом в кишинёвском филиале Русско-Азиатского банка. После революции работал в газете «Новое слово» в Кишинёве (тогда в составе румынской провинции Бессарабия). Сатирические стихи Окснера публиковались в еженедельной юмористической газете «Ракета», которая издавалась в Кишинёве в 1922—1927 годах (и в 1927—1930 годах как журнал), был сотрудником редакции и среди прочего вёл рубрику «Беженские дела». 13 июня 1918 года, уже будучи в Кишинёве, через посланца оформил развод с женой — одесской мещанкой Софией Мошковной Окснер (урождённой Сигал).
Летом 1922 года переехал в Берлин, печатался в «Голосе эмигранта», выпустил стихотворные сборники «Сквозь дымчатые стёкла» (1922), «Картонный паяц» (1923), «Лицом к Берлину» (1924), «Прищуренный глаз» (1925), «На сквозняке» (1927), семь иллюстрированных книжек стихов для детей — редкого жанра в литературе русской эмиграции (1924). Входил в литературно-художественный кружок, организованный В. В. Клопотовским, был дружен с Игорем Северянином.
Состоял штатным сатирическим поэтом в газете «Руль» (Берлин), сотрудник редакции газет «Сегодня» (Рига) и «Народная мысль» (орган демократического еврейства Латвии, Рига), печатался в газетах «Время», «Наш век» (Берлин, 1930—1933), «Беседа» (Рига), «Эхо» (Каунас) и её берлинском иллюстрированном приложении, других изданиях. Стихи вошли в коллективный сборник «Гримасы кисти и пера» (Рига, 1928). Более 400 сатирических стихотворений было опубликовано в пятнадцати периодических изданиях русской эмиграции за время пребывания поэта в Берлине. Входил в группу «Кабаре русских комиков» в Берлине (1931), вместе с В. М. Деспотули, Ю. В. Офросимовым, В. Я. Ирецким.
В январе 1936 года в связи с ростом нацизма в Германии перебрался в Бухарест, с начала 1930-х годов сотрудничал в бухарестской газете «Наша речь» и кишинёвской газете «Бессарабское слово». В 1940 году, с присоединением Бессарабии к СССР, вернулся в Кишинёв. Погиб в декабре 1941 года в Кишинёвском гетто.
Воспоминания о поэте оставили журналист и писатель Зиновий Арбатов (1893—1967) и поэт Юрий Офросимов; упоминает о нём в романе «Дар» и Владимир Набоков.

## Книги

### Стихи
- Жак Нуар. Сквозь дымчатыя стекла. — Берлин: Издательство «Ольга Дьякова и Ко», 1922. — 128 с.
- Картонный паяц. Берлин: Акционерное общество и книгоиздательство «Север», 1924. — 136 с.
- Лицом к Берлину. Берлин: Тритемис, 1924. — 41 с.
- Прищуренный глаз: Сатира и юмор. Рига: Пресса, 1925.
- На сквозняке. Берлин: Чужбина, 1927. — 94 с.

### Стихи для детей
- Петушок. С иллюстрациями в красках. Берлин: Новая книга, 1924. — 43 с.
- Коля и Оля: стихи для детей. Берлин: Север, 1924. — 8 с.
- Детишки: Текст в стихах с иллюстрациями.. Берлин: Север, 1924. — 8 с.
- Петя. Берлин: Новая Книга, 1924. — 183 с.
- Среди друзей. Берлин: Новая книга, 1924.
- В лесу и в поле. Берлин: Новая книга, 1924.
- Красная Шапочка: пересказ в стихах и иллюстрации Жака Нуара. Берлин: Книгоиздательство «Север», 1924. — 8 с.